# Rhomaleosauridae
Rhomaleosauridae é uma família de répteis marinhos extintos do período Cretáceo.

## Classificação
- Rhomaleosauridae (Nopsca, 1928) Kuhn, 1961 sensu Smith & Dyke, 2008
  - Archaeonectrus Novozhilov, 1964
  - Eurycleidus Andrews, 1922
  - ? Hexatarsostinus
  - Macroplata Swinton, 1930
  - Maresaurus Gasparini, 1997
  - Rhomaleosaurus* Seeley, 1874
  - ? Yuzhoupliosaurus Zhang, 1985